# Het mysterie van Avignon
Het mysterie van Avignon (Frans: La prophétie d’Avignon) is een 8-delige Franse televisiereeks uit 2007 van de Franse regisseur David Delrieux. Het handelt over een jonge vrouw, Estelle Esperanza, die tegen haar wil wordt meegesleurd in een stroom van geheimzinnige gebeurtenissen die verband houden met een voorspelling over de toekomst van de wereld (de Profetie) tot in het jaar 4000. Maar Estelle is niet de enige die op zoek is naar Profetie. Het duistere en geheime genootschap de Broeders van Judas is er ook naar op zoek. En daarvoor ruimen ze tegenstanders maar al te graag uit de weg ...
De serie is een combinatie van mysterieuze thriller, familiesaga en een liefdesverhaal. De reeks speelt zich af in en rond het Pausenpaleis in Avignon.
De reeks werd vanaf 15 maart 2008 uitgezonden op de Belgische zender één. De reeks ging al eerder van start in Frankrijk (op 28 augustus 2007) en in Zwitserland (op 8 augustus 2007).

## Verhaal

### Aflevering 1
In het Pausenpaleis van Avignon beëindigt de nachtwaker (vertolkt door Franck Adrien) zijn ronde. Plots lijkt een stenen waterspuwer op het binnenplein tot leven te komen. Hij verspreidt een vreemde gouden gloed in zijn ogen die op de voeten van de nachtwaker valt en een gouden bal valt uit de muil van de gargouille. Enkele uren later wordt de man overreden door een auto. Daarbij wordt de bal gevonden door een lid van een geheim en duister genootschap, de Broeders van Judas, dat zich kenmerkt door een letter J.
De volgende ochtend leidt Estelle Esperanza (Louise Monot), de assistent-conservator van het paleis, een groep jongeren rond. Als iemand een vraag stelt over de mysterieuze voorspelling van Avignon (de Profetie), doet zij dat verhaal af als een mythe, maar haar grootvader Louis heeft altijd geloofd dat het lot van de Esperanza's verbonden is met de voorspelling. De Profetie is een voorspelling, zoals die van Nostradamus, tot in het jaar 4000. Later op de dag ontsnapt Estelle, door toedoen van Olivier Royal, ternauwernood aan de dood als een muur plots instort bij enkele kapwerken en een enorm glasraam (de Heilige Rozet) tevoorschijn komt. Dat glasraam in gebouwd in een muur, maar geeft toch bijzonder veel licht. Aangezien Estelle dit voorval (en de bijkomende schade) heeft veroorzaakt, wordt ze door de financier met onmiddellijke ingang geschorst.

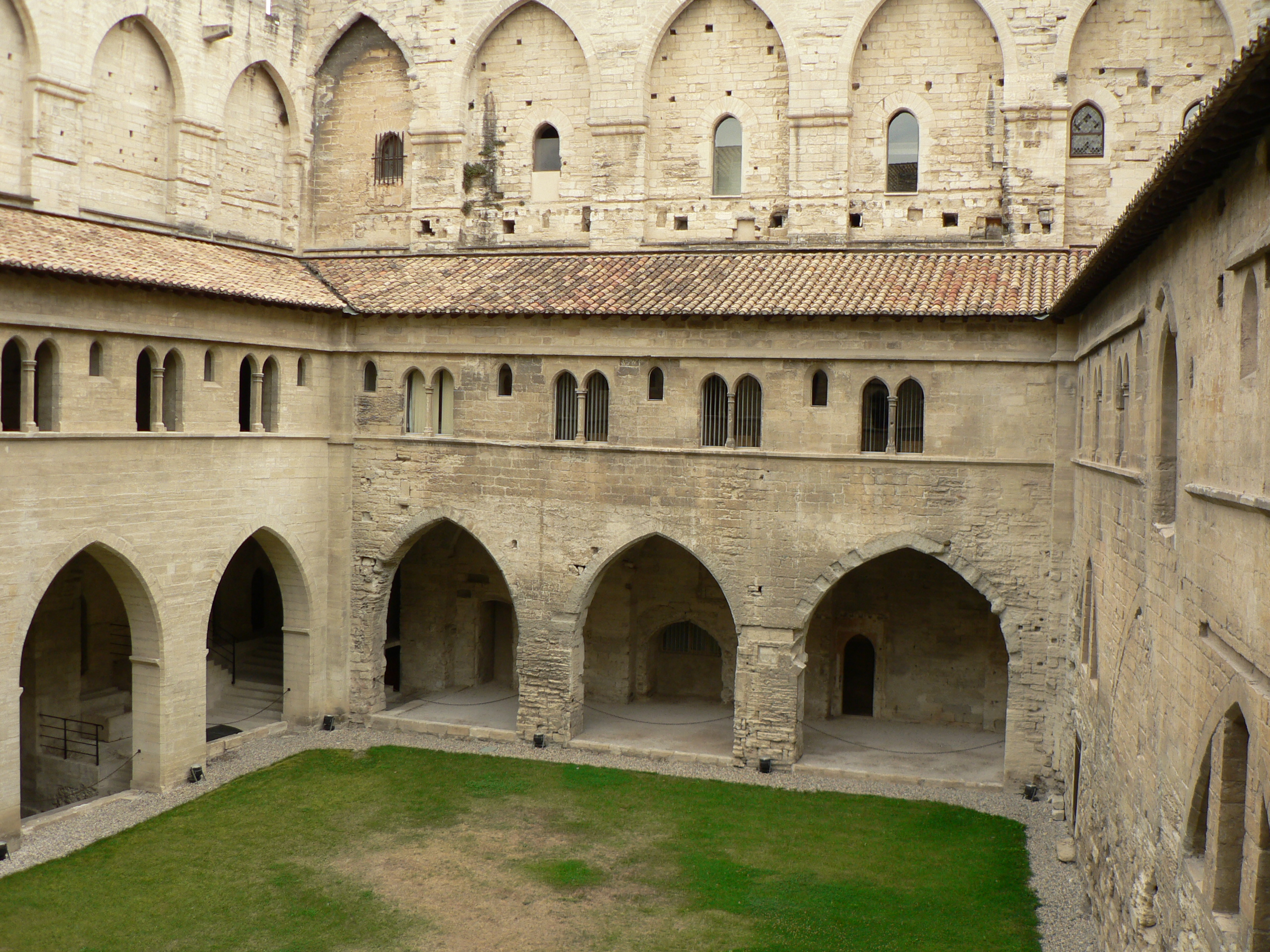
Het binnenplein van het Pausenpaleis in Avignon, waar de nachtwaker een akelige ontdekking doet.

's Nachts neemt haar grootvader, Louis Esperanza, Estelle mee naar de plaats waar de muur was ingestort. Ze zoeken raadsels en tekenen, omdat Louis denkt dat dit het begin is van de openbaring van de Profetie. Ze vinden enkele kruisen, die - wanneer ze met elkaar worden verbonden - een pentagram vormen. In het midden bevindt zich een platte vijfhoekige steen. Plots duikt David Périsse, een vriend van Estelle, op de site op en geeft hem de bal om hen te helpen. Louis denkt even na en beseft dan dat hij met een soort sleutel in zijn handen staat, die de laatste alchemist van de pausen heeft laten maken. Hij plaatst de gouden sleutel op de platte steen waarna deze in de grond zinkt. Op hetzelfde ogenblik schiet er uit het centrale deel van de rozet een lichtstraal, die een bepaalde plek op de site aanwijst. Daar beveelt Louis dat ze moeten graven. Ze graven en stoten op een 14e-eeuwse metalen koffer, die het teken van paus Johannes XXII draagt. Ze openen de kist en daarin bevindt zich een houten kist, die prachtig versierd is met edelstenen en goud. Ze openen ook deze kist en treffen daarin de verloren gewaande schat van Johannes XXII aan: een tiara, een petruskruis en een leeg reliquiarium. In dat reliquiarium zou normaal een pauselijk zegel moeten zitten. Louis is erg opgetogen, maar tevens ontzet door het lege schrijn. Plots zakt hij in elkaar en krijgt een hartaanval. Enkele opzichters van het terrein komen plots op de site en bellen een ambulance. Estelle krijgt alweer een blaam en mag het terrein niet meer betreden.
In het ziekenhuis krijgt Louis bezoek van een ander lid van de Broeders van Judas, die hem vraagt naar het pauselijk zegel. Henri zegt dat het schrijn leeg was en daarop drukt de man een hoofdkussen op zijn gezicht en doet hem stikken. Doordat hij daarbij zijn infuus omstoot, hoort Estelle (die net de kamer had verlaten) dat er iets fout loopt in de kamer. Ze gaat naar de kamer en treft daar haar quasi-dode grootvader aan. Hij geeft haar een medaillon in de vorm van een ster en zegt dat ze moet blijven zoeken naar de Profetie. Kort daarop sterft Louis Esperanza.

### Aflevering 2
Ervan overtuigd dat haar grootvader werd vermoord, waarschuwt Estelle de politie. Commissaris Anne Renard (gespeeld door Annie Grégorio), die eerst bijzonder sceptisch reageert, begint een veronderstelling van moord te krijgen.
Estelle heeft het moeilijk door de dood van haar grootvader en trekt naar zijn huis. Daar ontdekt ze zijn kleine zwarte notitieboekje. Ze bladert erin en vindt een bladzijde met een gotische letter J, het symbool voor het geheime genootschap Broeders van Judas. Ze krijgt opeens een visioen waarin ze zichzelf als klein meisje (vertolkt door Laura Parrel) bij haar grootvader ziet. Daarin ziet ze dat Henri haar uitleg geeft over de Profetie. Anne Renard doet haar uit haar droom ontwaken, omdat ze een huiszoeking wil verrichten bij haar grootvader.
Op het Pausenpaleis is er die avond een feest, ter ere van de ontdekking van de schat van Johannes XXII. Dat vormt de gelegenheid bij uitstek voor Estelle om Olivier Royal terug te vinden, de archeoloog van de archeologische site. Ze treft er ook David Perisse, die haar bij de instortende muur van de wisse dood heeft gered. David was de mentor van Estelle op de universiteit en tevens haar minnaar. Met hem gaat ze naar bed.
Later die nacht gaat ze met David terug naar het paleis om nog wat aanwijzingen te vinden voor de Profetie. Wanneer ze in de tentoonstellingsruimte aankomen, ontdekken ze dat iemand probeert het lege schrijn van Johannes XXII te stelen. David reageert snel en drukt op de alarmknop. Ze kunnen nog net het scherpe wapen (een soort mes) van de man ontwijken. Daarop staat alweer de letter J. Estelle gaat achter hem aan, gevolgd door David. Achter de hoek probeert Estelle de man te overmeesteren, maar dat lukt niet. David schiet haar te hulp, maar krijgt een stevige vuistslag te verwerken. De man vlucht en Estelle zet alweer de achtervolging in. De man struikelt op het dak van het paleis en laat zich van het dak vallen, terwijl hij een Latijnse bezwering prevelt. Het schrijn, dat uit zijn handen was gevallen, is in twee stukken gebroken. Estelle probeert de stukken aan elkaar vast te maken, maar ontdekt daarbij een valse bodem. Daarin zit het pauselijk zegel, dat ze snel in haar jaszak wegmoffelt. Direct daarna komt een aantal bewakers aan. Zij constateren de diefstal.
Estelle gaat met David mee naar huis en toont hem het zegel. Ze bestudeert het en haalt vervolgens het binnenste deel uit een soort ring. Op de rand van de schijf staat een inscriptie. David haalt snel inkt en papier. Estelle rolt het pauselijk zegel in de inkt en daarna over het papier. Er staat een boodschap op die zegt dat Onze-Lieve-Vrouw de sleutel tot de Profetie vormt. Dat is volgens Estelle een raadsel. Plots wordt er op de deur geklopt en David krijgt bezoek van een lid van de Broeders van Judas. Estelle neemt snel het papier mee, terwijl David het zegel in zijn zak stopt. Hij moet het zegel aan de man geven.
Omdat de man die het schrijn moest stelen, gefaald heeft, wordt er bij de Broeders van Judas een nieuweling ingewijd, het is Olivier Royal. Hij krijgt het nummer 23 en een gebrandmerkte J op de rechterschouder.
Estelle gaat de man in het mortuarium opzoeken, het is een zekere Daniel Brac. Op zijn schouder draagt ook hij een gebrandmerkte J. Plots wordt Estelle onwel en raakt ze in een soort trance. Een aantal minuten later wordt ze weer wakker. Commissaris Renard staat naast haar en vraagt of zij iets met de moorden te maken heeft. Estelle was trouwens telkens aanwezig bij de moorden: haar grootvader en Brac.
's Avonds zoekt Estelle naar het raadsel. Ze zet zich aan de computer en zoekt op het internet. Na enkele uren van ontrafelen weet ze wat het betekent: Onze-Lieve-Vrouw staat voor Nostradamus (onze = nostra, vrouw = dame). Ze belt snel David om haar ontdekking te melden. Hij is in paniek en zegt dat Estelle binnen moet blijven en de deuren gesloten houden. Hij vertelt dat hij iets heeft ontdekt in verband met het raadsel, maar ook dat er een groot gevaar dreigt, omdat de Broeders van Judas nu het pauselijk zegel in hun bezit hebben.
Na een tijdje wordt er gebeld, terwijl Estelle binnen een boek over Nostradamus aan het lezen is. Ze staat op van haar stoel, maar wordt alweer onwel. Ze valt bewusteloos neer.
Estelle wordt weer wakker, omdat de politie aan haar deur staat. Ze bemerkt dat haar T-shirt met bloed is besmeurd. Als ze naar rechts kijkt, ziet ze David naast haar, vermoord! Omdat de politie zou kunnen denken dat zij de dader is, vlucht ze. Ze rent door de straten, maar wordt op de voet gevolgd door de politie. Dan wordt Estelle aangereden door een auto met Olivier Royal aan het stuur. Ze springt snel in de auto en ze rijden weg naar het ziekenhuis.

### Aflevering 3

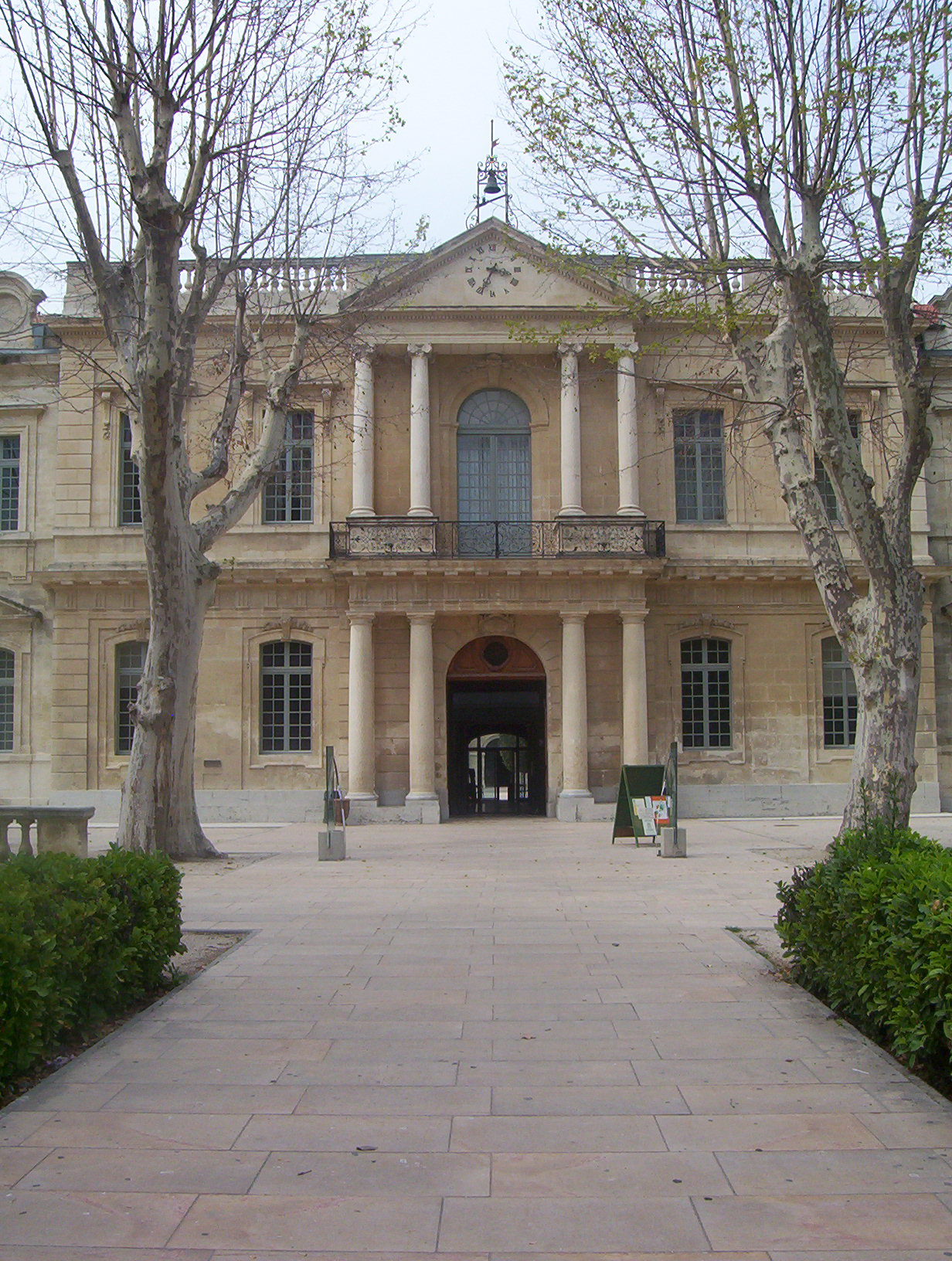
De universiteit van Avignon, waar Estelle de omslag met het Cardano-rooster vindt.

Door de dood van David heeft Estelle geen andere keuze dan op de vlucht te slaan. Daarbij wordt ze alweer geholpen door Olivier Royal. Ondertussen komt Elsa, de vriendin van Estelle, thuis. Daar wordt ze door de politie ondervraagd, maar ze is zo van slag dat ze geen woord kan uitbrengen.
Olivier en Estelle rijden weg met de auto, maar omdat ze zo eenvoudig te traceren zijn, gaat Olivier zijn motor halen. Estelle stapt op en ze rijden samen weg. Intussen ondervraagt Anne Renard, die steeds cynischer over Estelle en de moorden begint te worden, de ouders van Estelle in verband met de moorden. De vader, Jean Esperanza, geeft de commissaris goed haar vet en vertelt het verhaal van de brand in hun oude huis. Daarbij heeft Jean Estelle (toen amper 5 jaar) kunnen redden, maar helaas is haar moeder bij de brand omgekomen. Renard is niet echt ontroerd door het verhaal en insinueert zelfs dat Estelle de brand heeft aangestoken. Daarop wordt Jean woedend.
De volgende dag ontdekken Renard en haar speurteam de auto van Olivier en ze geeft de opdracht alle familieleden en kennissen van Estelle in de gaten te houden.
De International Liberty Bank is een dekmantel voor een deel van het genootschap Broeders van Judas. Zij hebben David laten vermoorden en Estelle levend gelaten, om zo een val uit te zetten.
Estelle en Olivier duiken onder in een afgelegen dorp in een vervallen huis. Estelle wil de bloedvlekken op haar T-shirt uitwassen en doet dat in de nabijgelegen rivier. Plots ziet ze weer het meisje in het rood (die zag ze ook al op de begrafenis van haar grootvader Louis) en ze zwemt ernaartoe. Daarbij wordt ze gevolgd door Olivier. Uiteindelijk blijkt het rode meisje weg te zijn. Ze gaan terug naar binnen en bekijken de krant van die dag. Daarin zien ze dat Estelle wordt afgeschilderd als een mogelijke moordenares en dat ze samen met Olivier voortvluchtig is. Estelle wil niet dat iemand haar nog herkent en ze vermomt zich met een hoofddoek.

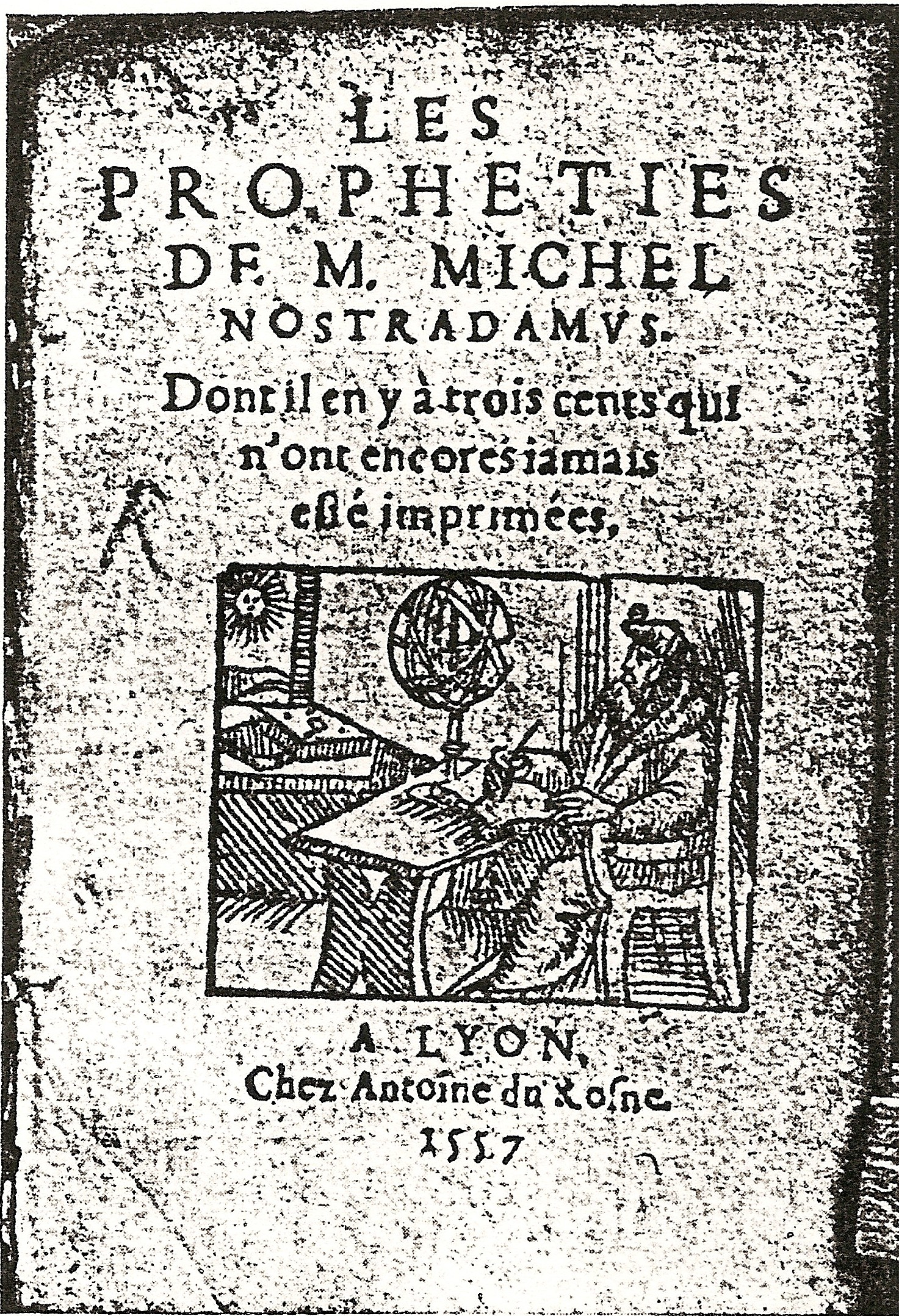
Titelbladzijde van het boek Les Prophéties van Nostradamus uit 1557.

Na een tijdje keuvelen komt het raadsel en de Profetie weer ter sprake. Estelle zegt dat David vlak voor zijn dood nog een spoor had gevonden, hij zei enkel iets over een Spaanse studente. Dat zet Olivier aan het denken en hij zegt dat ze op de campus van de universiteit van Avignon moeten zijn. Vermomd rijden ze er beiden naartoe. Ze stappen naar de bank waar Estelle David met een Spaanse studente had betrapt en ze gaan zitten. Estelle voelt met haar hand onderaan de bank en na een tijdje aftasten ontdekt ze een papieren omslag. In die omslag zit een metalen voorwerp, het Cardano-rooster. Dat is een metalen plaat met gaten in. Wanneer dat rooster op een bepaalde bladzijde tekst wordt gehouden, dan zijn slechts een paar letters door de gaten zichtbaar. Die letters vormen een woord en die woorden vormen zinnen. Nu kan Estelle de raadsels met elkaar in verband brengen. Zij moet met het Cardanorooster de bladzijden in het boek Centuriën van Nostradamus afzoeken. Er zijn slechts drie exemplaren van die boeken: een in het bezit van de Duitse overheid, een in het bezit van de Oostenrijkse overheid en een ander in bezit van Henri Esperanza, de oom van Estelle.
Ze rijden naar Odette, de tante van Estelle en moeder van Henri. Ze wil de Centuriën van Nostradamus om ze te onderzoeken. Na een tijdje zoeken en ontcijferen staat een nieuw raadsel op papier. Dat nieuwe raadsel verwijst naar drie Maria's, de drie maagden. De enige plaats waar daar kan naar verwijzen is Pernes-les Fontaines, bij Doña Flores (in een rol van Marthe Keller), een oude bekende van Louis Esperanza. Plots horen ze de sirenes van de politie en Estelle en Olivier vluchten via een geheime trap naar buiten. Ondertussen is de broer van Estelle opgepakt door Renard. Hij wordt ondervraagd, maar zegt dat hij niet weet waar Estelle is. Hij wordt weer vrijgelaten. Anne Renard blijft koppig het huis van Estelles oom doorzoeken en ontdekt een brandmerker met de letter J. Ze geeft opdracht aan Trihn (een andere politieman) om de oom van Estelle te schaduwen.
Estelle en Olivier vluchten met de motor naar Doña Flores, die eventuele hulp kan bieden. Ze zegt dat Estelle en Olivier de uitverkorenen zijn voor de Profetie. Doña weet het duo ook te vertellen dat de tijd van de Profetie gekomen is, en dat zij zijn gekozen. De oude dame neemt Estelle en Olivier mee naar een zigeunerfeest.
Ondertussen hoort Gil in de kelder van zijn café La Mule du Pape een vreemde stem over het beest dat bevrijd is. Als hij zich omdraait ziet hij de schim van een vrouw, die even later weer verdwijnt. Totaal van slag vlucht hij naar boven.
Elsa, de vriendin van Estelle, die zich ook als Estelle uitgaf, wordt opgepakt voor verhoor. Ze wordt ondervraagd in verband met de moorden, maar weet niets te vertellen. Ze zegt dat Estelle geen moorden pleegt.
Renard en Trihn hebben (anoniem) een adres gekregen, waarop de Broeders van Judas zich mogelijk kunnen schuilhouden. Ze rijden ernaartoe, maar ze vinden er enkel een aantal vervallen stallen terug. Plots ontdekt Renard een trap naar een kelderruimte. Ze dalen af en ontdekken een kleine ondergrondse plaats. In een hoek is een vuurtje gestookt. Plots schrikt Anne Renard hevig: aan de muur hangen twee afgehakte bruingele handen.
Op het zigeunerfeest worden ze vriendelijk door de zigeuners ontvangen omdat zij de uitverkorenen voor de Profetie zijn. Plots raakt Estelle in trance en begrijpt plots een deel van het raadsel. In haar trance ziet ze flitsen van de Broeders van Judas en van zichzelf in een donker bos.

### Aflevering 4
Olivier haalt Estelle uit haar trance. Hij vertelt haar dat alles in orde is en dat ze nergens bang voor hoeft te zijn. Ze kussen elkaar, terwijl Doña Flores toekijkt.
Anne Renard en Trihn gaan naar het onderzoek van de handen, die ze in de vorige aflevering hebben gevonden. De forensisch onderzoeker vertelt hen dat ze van een man afkomstig zijn, dat hij getrouwd is en dat ze door een 'vakman' zijn afgesneden. Verder zegt hij nog dat ze met een Russisch middel zijn gebalsemd. Renard geeft Trihn de opdracht om de vingerafdrukken te onderzoeken en ook na te vragen of men onlangs geen lijk zonder handen heeft gevonden.
Elsa wordt weer vrijgelaten en gaat mee met haar ex-vriend Gil. Thuis beginnen ze elkaar te kussen. Toevallig komt Mehdi langs en hij ziet hen. Stilletjes gaat hij weer weg.
Ondertussen praat Estelle met Doña Flores over de Profetie en ze toont haar het kwatrijn van Nostradamus. Doña Flores vertelt Estelle over de Egyptische Sara en over haar sieraden. Een van die sieraden is afkomstig van een paus en dat kan de sleutel tot de Profetie vormen. Die dag is er toevallig een processie, waarin het beeld van Sara met de juwelen uitgaat. Doña Flores neemt Estelle mee naar de woonkamer en toont haar een video van Louis. In die video waarschuwt Louis Estelle voor een gevaar, nu ze intensief op zoek is naar de Profetie. Ze moet vooral opletten voor de Broeders van Judas. Hij vertelt er nog bij dat gedurende de eeuwen verschillende leden van dat genootschap zijn getrouwd met leden van de familie Esperanza. Dat wil zeggen dat er ook bloed van leden van de Broeders van Judas door de aderen van Estelle stroomt. Op het einde ziet ze ook zichzelf als een klein meisje van 6, op de schoot van haar grootvader. De video wordt stopgezet en verontwaardigd over het feit van de bloedverwantschap met de Broeders van Judas, vraagt ze aan Doña Flores wat zij over dat genootschap weet. Estelle confronteert haar met een uitgewiste J op haar rechterschouder, maar Doña Flores wil er niets over kwijt (omdat ze er zelf lid van is, maar dat weet Estelle niet).
Nadine is zwanger van Julien, maar ze wil hem niet meer zien. Ze beantwoordt geen enkele mail of sms'je meer van hem.

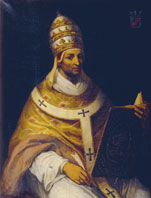
Paus Johannes XXII
(± 1249 – 4 december 1334).

Estelle en Olivier gaan intussen kijken naar de processie. Aangezien die nog niet begonnen is, gaan ze naar het plaatselijke kerkje naar het beeld van Sara kijken. Mensen zijn druk in de weer het te versieren, dus dit is volgens Estelle niet het geschikte moment om de sieraden te stelen. Ze wandelen wat rond in het kerkje en ze ontdekken per toeval een graf. Op het graf staat een naam, maar dat is een anagram voor Loys Esperanza. Die man is een vroege voorvader van Estelle uit de 14e eeuw. Naast de naam staat een pauselijk teken: een vreemd oog. Volgens de legende was Loys Esperanza de laatste die wist waar de Profetie verborgen lag. Ze leggen de hele deksteen bloot, want die is met een laag stof en steengruis bedekt, en onderaan ontdekken ze de naam Jacques Duèze. Olivier vraagt wat die naam betekent en Estelle legt uit dat dat de echte naam van paus Johannes XXII was. Zo begrijpt Estelle nu dat zij wel degelijk afstammeling is van die paus en dat ze de echte uitverkorene is voor het vinden van de Profetie.
Mehdi gaat in de kelder een paar flessen wijn halen, gevolgd door Gil, die hem vraagt waarom Mehdi zo nukkig doet. Hij zegt dat hij Gil en Elsa heeft zien kussen. Ze beginnen plots te vechten en daarbij stoten ze heel wat bier- en wijnbakken omver. Een grote zware bak valt tegen de muur en die barst. Ze stoppen, beginnen te lachen om hun dwaze gedrag en leggen het bij. Tijdens hun omhelzing ziet Gil dat de muur hol is. Ze maken een groot gat en ontdekken tot hun schrik een monsterachtige waterspuwer, gericht naar het Pausenpaleis. Plots hoort Mehdi een stem: Verlos het beest! Verlos het beest!
Commissaris Renard is via een anonieme tip te weten gekomen dat Estelle zich in Pernes-les-Fontaines bevindt. Alle beschikbare personeel rijdt ernaartoe.
Ondertussen gaat de processie verder. Estelle en Olivier stappen mee, vlak na het beeld van Sara. Plots horen ze sirenes van de politie. Ze stappen uit en gaan te voet verder. Midden in de processie lost Renard een schot. De dragers van het beeld schrikken zo, dat het hevig kantelt. Alle sieraden vallen eraf. Estelle grijpt snel het pauselijk juweel en spurt samen met Olivier weg. De politie zit hen op de hielen. Estelle en Olivier slaan een straat in en klimmen gauw op een balkon. De politie rent voorbij en ze denken dat ze ervan af zijn. Ze verlaten hun schuilplaats en stappen verder. Plots staat commissaris Renard voor hen. Ze willen nog rechtsomkeer maken, maar daar komt ook al een groep politiemannen aangestormd. Estelle en Olivier worden opgepakt.
In het commissariaat van Avignon ondervraagt Renard Estelle in verband met de moord op professor Brac en het meisje op het feest. Estelle ontkent met klem de moorden en zegt dat ze er niets mee te maken heeft. Ze beweert dat de Broeders van Judas de moorden hebben gepleegd. Renard gelooft er niets van en vraagt of Estelle iets af weet van die organisatie. Ze ontkent.
Renard gaat naar een ander lokaal, waar ze Olivier ondervraagt. Hij geeft haar alleen een telefoonnummer.
Jean, de vader van Estelle, gaat haar opzoeken. Estelle vertelt hem dat ze op de goede weg is om de Profetie te vinden. Later die avond gaat Jean naar het huis van zijn vader, Louis, en zoekt het notitieboek over de Broeders van Judas. Hij gooit het in de gootsteen en steekt het in brand.
Nadine zegt aan Henri dat ze zwanger is. Ze stelt hem voor de keuze: ofwel gaat ze weg en ziet hij haar nooit meer terug, ofwel blijft ze en moet hij stoppen met zijn jaloers gedoe.
Estelle zit in haar cel en hoort vreemde geluiden. Plots zwaait de celdeur open en Anne Renard meldt haar dat haar voorlopige inhechtenisneming door de rechter is opgeschort. Ze gaat samen met Olivier naar haar huis. Daar ontdekt ze een hele warboel, haar hele huis is overhoopgehaald. Aan de muren hangen gênante foto's van Estelle en Elsa. Elsa denkt dat Estelle dat gedaan heeft en ze wil haar nooit meer zien. Estelle kan onmogelijk thuisblijven en ze gaat mee met Olivier naar zijn huis.
Ondertussen heeft Trihn ontdekt van wie de handen waren: een zekere kapitein Guillaume Lothaire uit Rijsel. Hij deed toevallig een onderzoek naar de Broeders van Judas ...
De volgende ochtend wordt Estelle wakker in een leeg bed. Ze gaat in zijn huis op zoek naar Olivier. Ze ontdekt hem in de badkamer. Plots krijgt hij telefoon. Ze praten over Estelle, dat ze in de val is gelopen en dat ze van niets weet. Daardoor weet Estelle dat Olivier een lid is van de Broeders van Judas. Deze hypothese wordt een feit als ze de gebrandmerkte J op zijn rechterschouder ziet staan.

### Aflevering 5
Na haar ontdekking loopt Estelle weg op straat. Ondertussen heeft Olivier zich gewassen en afgedroogd en gaat hij op zoek naar Estelle. In de slaapkamer merkt hij dat het bed leeg is. Hij doorzoekt zijn hele huis, maar kan haar niet vinden. Estelle loopt intussen naar de politie en wenst daar commissaris Renard te spreken. Estelle wil haar ervan overtuigen dat Olivier lid is van de Broeders van Judas en dat hij de moorden van professor Brac, haar grootvader en David op zijn geweten heeft. Maar Anne Renard, even cynisch als ze steeds is, stuurt Estelle met een kordaat gebaar weg. Kort nadat ze is vertrokken, belt Renard naar Olivier om hem te melden dat ze weet van de gotische letter J op zijn rechterschouder.
Estelle weet met zichzelf geen blijf en belt haar vader Jean, die haar even later komt oppikken.
Intussen weet ook de International Liberty Bank in Hongkong van het sieraad en de ontdekte waterspuwer af. In Avignon onderzoekt Elsa de waterspuwer grondig. Terwijl ze even niet kijkt, ziet Mehdi dat de ogen van de gargouille rood oplichten. Elsa vergezelt Henri, want hij wil graag de waterspuwer kopen voor zijn verzameling esoterische voorwerpen.
Estelle is thuis bij haar vader. Jean zegt dat hij heeft gelogen tegen haar, in verband met haar moeder Joyce. Jean geeft haar een pistool en zegt dat ze dit tegen de Broeders van Judas kan gebruiken. Hij vertelt erbij dat ook hij door dat genootschap werd verraden, door zijn eigen vrouw (de moeder van Estelle dus). Joyce was ook lid van de Broeders van Judas. Hij zegt dat Louis reeds van het begin Joyce niet vertrouwde. Ze manipuleerde Jean om te trouwen met haar. Doordat ze met hem getrouwd was, kon ze moeiteloos onderzoek doen naar de Profetie. Het kwam meermaals tot ruzies en op een keer liep dat fataal af. Een kaars viel tijdens een hevig dispuut tegen het gordijn en dat vatte vuur. Binnen de kortste keren stond het hele huis in lichterlaaie. Estelle werd gered, maar ook Joyce. Om te voorkomen dat Estelle haar moeder zou opzoeken, verzon Jean het verhaal dat ze was omgekomen in de brand.
Later die dag zitten Estelle en Henri in de bibliotheek van het Pausenpaleis. Ze ontdekken een zilveren beeld van een gifboom, dat zeker met het pauselijk sieraad moet te maken hebben. Estelle zegt dat er in het museum van Firenze een houtgravure ligt, met daarop een landschap en de gifboom. Ze zoekt de afbeelding op in een boek en herkent het meteen: het is het landschap rond Avignon van 600 jaar geleden. Op de achtergrond ziet ze een klein kartuizerklooster, de Grande Chartreuse. Ze staan op het dak van het Pausenpaleis en bekijken de omgeving. Plots raken Estelle en Henri met elkaar in discussie en Henri probeert haar van het dak te duwen. Gelukkig komt er op tijd een bewaker, die het voorval kan voorkomen.
Estelle trekt naar het klooster van Chartreuse. Ze wandelt onder een zuilengalerij, terwijl plots Olivier tevoorschijn komt. Hij zegt dat hij geen Broeder van Judas is, maar een geïnfiltreerde flik. Estelle grijpt haar pistool en richt het op Olivier, die haar probeert te overtuigen. Plots ziet Estelle in de binnentuin weer het meisje met het rode jurkje. In dat moment van onoplettendheid grijpt Olivier haar pistool. Hij zegt dat hij een flik is. Estelle is overtuigd en ze zoeken samen maar aanwijzingen voor de Profetie. Ze onderzoeken de sokkel van de pauselijke troon, maar die werd weggehaald bij renovatie. Ze besluiten dan maar terug te keren naar Avignon. Als ze het klooster willen verlaten, komen er plots twee leden van de Broeders van Judas tevoorschijn. Ze willen Estelle, maar zij kan met de hulp van Olivier vluchten. Olivier wil ook op de vlucht slaan en slaat daarbij een van de twee mannen in elkaar. De andere heeft echter een pistool en richt dat op Olivier. Hij moet instappen en ze achtervolgen Estelle. Plots zit ze in de klem in een doodlopende straat. Olivier stapt uit, terwijl hij de andere overmeesterd heeft. Dat bewijst dat hij een flik is en geen lid van de Broeders van Judas.
Op het Pausenpaleis wordt er die avond een concert met klassieke muziek van Mozart gegeven. De violiste is Sandra Esperanza, de vrouw met wie Jean hertrouwd is. Estelle ontmoet er Doña Flores en haar vader Jean. Julien staat vooraan met Nadine wat te knuffelen, als plots Henri binnenkomt en met Julien begint te vechten. Hij weet dat Julien Nadine heeft zwanger gemaakt.
Het concert wordt een hommage aan Louis Esperanza en Odette Esperanza. Odette krijgt de Medaille der Rechtvaardigen, maar wil ze niet aannemen. Ze spreekt het publiek toe en zegt dat enkel Louis deze medaille verdiende. Daarbij aanvaardt ze de medaille in zijn naam.

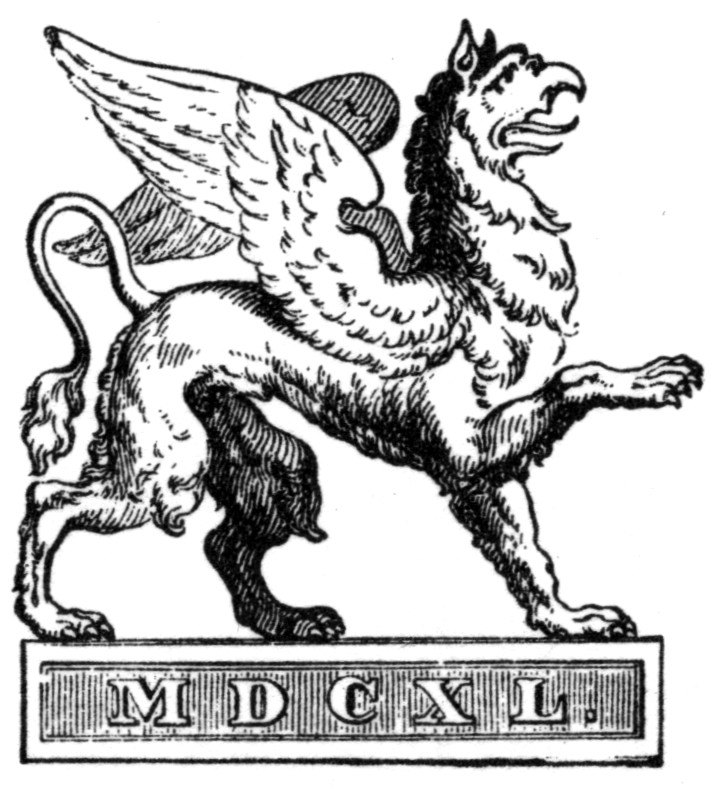
De griffioen op de pauselijke zetel.

Estelle en Olivier sluipen tijdens het concert weg, om de pauselijke troon te gaan zoeken. Ze lopen door een gang, terwijl plots weer enkele leden van de Broeders van Judas opduiken. Ze verstoppen zich snel in een nis. Via een geheime trap gaan ze even later naar een kamer met enkele relikwieën van paus Johannes XXII. Ze ontdekken er ook de pauselijke zetel en onderzoeken hem. Ze ontdekken enkele pauselijke tekens, waaronder een leeuw en een griffioen. Op de leuning van de stoel staat een ster. Die ster is precies dezelfde als het sieraad dat Estelle van haar grootvader kreeg. Ze neemt haar halsketting en legt die in de opening. Plots horen ze een klikgeluid en de zijkant van de zetel springt open: er zit een gouden cilinder in, versierd met de pauselijke kentekens. Ineens staan daar de 3 Broeders van Judas, die ze in de gang reeds hadden gezien. De cilinder wordt afgenomen en ze worden meegenomen naar een geheime plaats in het Pausenpaleis (de ondergrondse parking), waar alle Broeders van Judas samen zitten. Estelle wordt door de kanselier van de Broeders van Judas gedwongen om Olivier met een mes te doden. Als ze dat mes op zijn borst zet, twijfelt ze heel lang en gooit dan het mes weg. Ondertussen heeft ook de politie lucht gekregen van de Broeders van Judas en ze doorzoeken het gebouw, maar vinden niets.
Estelle en Olivier ontwaken in een kleine, maar verlichte kelderruimte. Een vrouw met een zwarte cape komt hen halen en bevrijden. Estelle wil weten wie de vrouw is en ze neemt haar kap af: het is Joyce, de moeder van Estelle. Ze laat hen vrij via een deur, waar ze in een grootwarenhuis terechtkomen.

### Aflevering 6
Olivier verwittigt de GIGN (Groupe d'Intervention de la Gendarmerie Nationale). De politie komt het warenhuis binnengestormd en onderzoekt meteen de gang waaruit Olivier en Estelle komen. Als de kust veilig is, dalen ook Anne Renard en Trihn af, op de voet gevolgd door Estelle en Olivier. Als ze beneden komen in de ondergrondse parking, is alles leeg en verlaten. Renard is verbitterd en vraagt Olivier om uitleg. Hij kan niets zinnigs verzinnen en vraagt de gsm van Renard. Daarmee belt hij naar de Broeders van Judas en licht hen in. Daarmee doet hij alsof hij nog lid is. Aan de andere kant van de lijn hangt een meneer, met bij zich Doña Flores, die van het voorval af weet. Anne Renard geeft Trihn en een andere politieagent de opdracht om Estelle te schaduwen.
Estelle is ondertussen bij haar vader aangekomen en vraagt of Jean wist dat Joyce nog leefde. Hij zegt dat hij jaren iedereen heeft bedrogen en belogen met het verhaal van de brand. Estelle wil weten waar ze Joyce kan vinden, maar Jean wil het haar niet zeggen. Estelle loopt weg bij Olivier, die haar iets wil laten zien.
Met de motor rijden ze naar een tankstation-garage. Het is de garage van de vader van Olivier, Michel Royal. Op de wand van de muur hangt een reclamebord voor de garage, met daarop een griffioen. Estelle vraagt wat dat te betekenen heeft, waarop Michel antwoordt dat de griffioen het blazoen van hun familie is. De overgrootvader van Olivier was een beeldhouwer en steenkapper. Michel toont Estelle enkele beitels, waaronder een speciale stempel, waarop alweer een griffioen staat. Estelle vraagt om een vergrootglas en probeert de naam op de stempel af te lezen. Er staat: R .. A L E. Estelle denkt dat hij Royale moet zijn, maar op de plaats van de leemte is er niet genoeg plaats voor twee letters. Michel zegt dat het hun oude achternaam Reale is. Reale was toevallig ook de architect van paus Johannes XXII. Omdat het al laat is, blijft Estelle bij Olivier thuis slapen.
's Nachts worden Gil en Mehdi opgeschrikt door een lawaai, dat van beneden lijkt te komen. Ze gaan naar beneden, Gil neemt een baseballknuppel om zich te wapenen en op dat moment stormt een gemaskerde man vanuit de voorraadkamer naar buiten. Hij vlucht naar buiten. Ze horen nog een ander lawaai, nu vanuit de kelder. Beneden is een man aan het kappen in de buurt van de gargouille. Hij gooit snel 2 dolken met de letter J naar hen, maar ze missen allebei op een haar. De vader van Mehdi komt de kelder in gestormd en gooit de dolk terug naar de man, die hem recht in de halsslagader raakt. Volgens de patholoog is het een trefschot. Heeft de vader van Mehdi soms iets te maken met de Broeders van Judas?
Estelle en Olivier komen bij Gil en Mehdi, nadat ze van de gebeurtenis gehoord hebben. Estelle daalt af in de kelder en onderzoekt de waterspuwer. Even later komt ook Mehdi aan in de kelder. Estelle ontdekt op de snuit van de gargouille het blazoen van Johannes XXII. Mehdi vertelt dat de gargouille hem al enkele keren heeft aangekeken. Estelle gelooft hem.
Julien zoekt Nadine op bij de gynaecoloog. Julien probeert haar nog voor hem te winnen, maar door een confrontatie met Henri, wil ze bij hem blijven. Julien is diep ongelukkig en vlucht naar huis. Daar wil hij op zijn kamer een kogel door zijn hoofd schieten. Sandra Esperanza komt op tijd binnen en probeert het hem uit het hoofd te praten. Dat lukt en ze troost Julien. Jean komt enkele uren later thuis van het ziekenhuis en ziet wat er gebeurd is. Hij zegt dat alles weer opnieuw begint en dat de geschiedenis zich herhaalt.
Elsa wil met Henri enkele dingen over de Broeders van Judas bespreken, maar als daar plots de politie aankomt, gebiedt Henri haar te vluchten via de geheime uitgang. De politie wil Henri uitvragen over de Broeders van Judas. Odette, die in de kamer ernaast zit, hoort het gesprek en trekt zich terug in een geheime kamer achter een kast.
Sandra, die gechoqueerd is door het voorval met Julien, zoekt troost bij een zekere Sylvain Epstein in een synagoge.
Estelle wil Olivier ook iets laten zien in het Pausenpaleis: een stenen gedenkplaat met namen op. Een van de namen is Massimo Reale. Hij was de pauselijke architect onder Johannes XXII. Ze gaan naar de bibliotheek, waar Estelle de pauselijke boekhouding van 1325 heeft opgevraagd. Ze doorbladeren het boek en zien op iedere bladzijde een rode griffioen staan. Terwijl ze door het boek bladeren, ontdekt Estelle dat Massimo Reale een speciale kamer, de Camera Reale, heeft gebouwd. Daar gaan ze naartoe. Olivier vertrekt al, maar als Estelle het boek wil dichtklappen, valt er een briefje van Joyce uit. Daarop staat dat ze Estelle wil ontmoeten in de Pénitentenstraat 34. Estelle gaat naar Olivier en samen gaan ze naar de Camera Reale. Ze ontdekken enkel een leeg vertrek. Plots krijgt Olivier een telefoontje en wordt hij opgeroepen door de politie. Omdat ze zonder Olivier en andere hulpmiddelen niets kan doen, vertrekt ze zelf ook maar. Ze stapt in een taxi om Joyce te ontmoeten. De taxichauffeur krijgt argwaan en merkt dat ze gevolgd worden door politie. Estelle vraagt hem om ze af te schudden. Dat lukt en ze rijden verder naar de Pénitentenstraat.
De politie heeft alweer een lijk ontdekt. Dit keer is het van de politie-inspecteur Trihn. Hij is gedood door een dolk van de Broeders van Judas. Anne Renard is erg aangedaan en wil nu koste wat het kost de Broeders van Judas vinden.
Estelle is gearriveerd op het adres van Joyce. Ze belt aan en een huishoudster doet open. Ze gebiedt Estelle te volgen. Joyce zit op de binnenplaats met een ander meisje. Wanneer Estelle praat over het briefje, is Joyce erg verwonderd. Zij heeft geen briefje geschreven en als ze het bekijkt, merkt ze dat het haar handschrift niet is. Joyce stelt Estelle dan maar voor aan het andere meisje. Dat meisje heet Muriel en is de jongere zus van Estelle. Wanneer Jean en Joyce gescheiden waren, was Joyce zwanger, maar dat heeft ze voor iedereen verzwegen. Muriel is lichtelijk gehandicapt, maar kan erg goed zingen. Plots komt de politie het huis omsingelen en nemen ze Joyce en Estelle mee. Ze hebben Joyce ontdekt, omdat Estelle een zendertje in haar kledij droeg, zonder dat ze het wist.
Op het politiebureau komt Estelle wat meer van haar moeder te weten. Joyce is niet haar echte naam, ze heet eigenlijk Carla di Montefeltro. Ze is de weduwe van prins di Montefeltro. Het geslacht di Montefeltro is een oud, pauselijk geslacht. Dat bevestigt eens te meer Estelles familiale banden met Johannes XXII. Intussen heeft de patholoog ook het lichaam van Trihn onderzocht. Het blijkt dat hij een nekbreuk heeft door een val. De dolk van de Broeders van Judas is er pas later in gestoken.
Commissaris Renard confronteert Henri met de bebloede dolk. Ze ondervraagt hem over zijn kennis van de Broeders van Judas en zijn alibi voor de moord op Trihn. Ze verdenkt hem, omdat Henri ook enkele dolken van de Broeders van Judas bezit. Henri zegt dat hij rond 11 uur thuis was en Nadine, die juist binnenkomt, bevestigt dit. 's Avonds krijgt Henri telefoon van Julien, die hem wil spreken in de tuin. Ze ontmoeten elkaar in de tuin en Julien maakt Henri duidelijk dat hij Nadine voor zich wil.
Op het terras van het café La Mule du Pape praten Doña Flores en Estelle met elkaar over de Camera Reale. Die gaan ze samen bezoeken.
Ondertussen roepen de ouders van Mehdi, die enkele dagen in La Mule du Pape logeren, hem bij hen. De vader vertelt dat er ooit een zekere Saladin was, die in de 15e eeuw lid was van het genootschap van Sara de Egyptische. Hij zegt dat die Saladin een voorouder van Mehdi is en dat ook hij nu moet toetreden tot het genootschap.
Ondertussen zijn Doña Flores en Estelle aangekomen in de Camera Reale. Estelle heeft een speciale lamp mee, waarmee ze geheime teksten en tekeningen op de muur kan zien. Ze ontdekt een fresco over de Profetie. Op het einde staat een man op een bed, die gedood is. Aan de tekst onder de tekening te verstaan, zal Olivier sterven.

### Aflevering 7
Doña Flores en Estelle wandelen uit het Pausenpaleis naar buiten. Op hun tocht zegt Estelle dat ze Olivier niet in gevaar wil brengen en wil stoppen met hun zoektocht. Doña Flores overtuigt echter dat het Estelles lot is om te zoeken en dat ze eventueel de dood van Olivier kan vermijden.
Jean en Joyce vrijen met elkaar in het huis van Joyce. Ze praten wat over vroeger en nu en plots zegt Joyce dat ze nog iemand wil voorstellen: Muriel. Het klikt meteen tussen zijn 'verloren' dochter en hem.
In Hongkong heeft de Liberty Bank de gouden cilinder niet kunnen ontcijferen. De baas laat de koker weer overvliegen naar Frankrijk, waar hij bij de Broeders van Judas terechtkomt.
Olivier komt het politiekantoor uit en wil net wegrijden met de motor, als een dolk van de Broeders van Judas de carrosserie doorklieft. Onmiddellijk draait Olivier zich om en ziet hij een jongeman wegvluchten. Hij roept de politie en zet meteen de achtervolging in. Ze kunnen hem een paar straten verder vatten. Anne Renard scheurt zijn hemd en kijkt op zijn rechterschouder: er staat een gotische J op.
Estelle staat ondertussen bij het familiegraf. Plots krijgt ze weer een visioen, waarin ze zichzelf ziet als klein meisje samen met haar grootvader. Olivier schudt haar wakker en ze gaan een eindje wandelen. Olivier zegt haar dat ze in gevaar zijn.
Sandra is erg ongerust en belt Julien, die is verdwenen. Ze krijgt echter steeds zijn voicemail te horen. Sandra zit naast Sylvain, haar minnaar. Ze knuffelen een beetje en plots staat daar Jean. Hij ziet haar met Sylvain en hij loopt weg. Sandra volgt hem en probeert hem het een en ander uit te leggen. Jean luistert pas wanneer Sandra zegt dat Julien is verdwenen.
Estelle zoekt Joyce weer op. Ze wacht in de woonkamer en wandelt er wat rond. Daar staan er, naast een stamboom van de familie Esperanza, enkele foto's van haar op het dressoir. Joyce staat plots achter haar. Estelle smeekt haar moeder dat Olivier gespaard wordt. Joyce zegt dat hij enkel kan worden gered als Estelle zich aansluit bij de Broeders van Judas. Daarop loopt Estelle naar buiten. Daar treft ze Olivier bij zijn motor. Ze maken ruzie, omdat Estelle denkt dat Olivier haar de hele tijd volgt. Ze zegt dat hij zal sterven.
De politie komt op het domein van Henri gereden. Ze hebben een oproep van Odette gekregen, omdat Jean Henri bedreigt met een jachtgeweer. Anne Renard blijft koelbloedig, en rechtdoorzee als ze is, neemt ze het geweer af van Jean. Henri wordt meegenomen voor een verhoor, Jean wordt vrijgelaten.
Estelle en Olivier bijten zich weer vast in de zoektocht en ze gaan naar de Camera Reale. Ze bekijken nogmaals het fresco met de speciale lamp. Olivier spreekt Estelle moed in en tijdens hun omhelzing belicht Estelle per ongeluk het stukje boven het fresco. Daar staat immers nog een fresco met de ontrolde gouden cilinder. Ze weten nu dat ze op zoek moeten gaan naar het voorwerp.
Doña Flores en de vader van Mehdi praten met elkaar over de toetreding van Mehdi tot het genootschap van Sara. Ze probeert hem ervan te overtuigen dat het goed voor hem zou zijn en ze geeft hem een medaillon van Sara. De vader van Mehdi zoekt hem op in de kelder, waar ze praten over zijn toetreding. Hij hangt het medaillon rond zijn nek.
Een toeriste heeft het lichaam van Julien ontdekt in een pauselijke halfopen tombe in het Pausenpaleis. Julien leeft nog, maar is buiten bewustzijn.
Er is een nieuwe inspecteur aangenomen: Blandeau. Wanneer Anne Renard hem in zijn kantoor bezoekt om een dossier op te vragen, zit hij vermoord aan zijn bureau. In zijn buik zit een dolk van de Broeders van Judas.
Renard is zowel aangedaan door de zoveelste moord, als verbitterd. Ze ondervraagt Henri over de Broeders van Judas. Ze wil zijn rechterschouder zien, maar hij wil die alleen tonen als Renard een gerechtelijk bevel heeft. Dat wil ze zo snel mogelijk te pakken krijgen.
Odette en Nadine maken ruzie. Nadine beschuldigt Odette ervan dat ze ooit geld heeft gepikt van de joden die ze opving. Plots staat Sandra achter haar. Sandra was de dochter van het koppel joden dat bij Odette verbleef. Ze heeft het relaas gehoord en loopt woedend weg.
Ondertussen is Jean, die chirurg is, bezig met het onderzoek naar Julien. Hij voert een scan uit en onderzoekt zijn hersenactiviteit met een elektro-encefalogram. Hij beweert dat Julien erg diep slaapt en dat zijn lichaam verder op onbekende toxische stoffen wordt onderzocht.
Gil en Mehdi hebben eindelijk een avondje voor zichzelf en gaan naar een disco. Daar loopt Gil een oude vriend tegen het lijf. Die vriend stelt op zijn beurt zijn nieuwe vriend Angel voor. Wat ze niet weten, is dat Angel een gotische J op zijn rechterschouder staan heeft. Terwijl Mehdi aan het paaldansen is, wil Angel een dolk gooien naar hem. Op het nippertje springt Gil voor hem. De dolk raakt Gil recht in de buik en hij sterft in de armen van Mehdi. Mehdi is kapot van het grote verlies en vraagt zijn vader om hem alles te leren wat hij weet. Hij sluit zich aan bij het genootschap van Sara de Egyptische.
Estelle en Olivier onderzoeken het kantoor van Blandeau op sporen. Ze vinden niets en plots ontdekt Olivier zijn autosleutels. In de auto vinden ze aanvankelijk ook niets, maar in de koffer vindt Estelle onder de koffermat twee dolken van de Broeders van Judas. Olivier zoekt verder en op de achterbank vindt hij een bierviltje met daarop de gps-coördinaten van de schuilplaats van de Broeders van Judas. Die blijkt te liggen in de ruïne van Moulin de La Vièrge. Ze rijden er als de bliksem naartoe. Aangekomen, moeten ze zich verstoppen voor een aantal bewakers, die afdalen in een schacht. Er staat nog een bewaker buiten op de wacht, maar die wordt snel door Olivier neergeslagen. Op hun beurt dalen Estelle en Olivier af in de schacht. Olivier denkt dat het een oude Amerikaanse basis was, maar overal op de muren staat de gotische letter J, het teken van de Broeders van Judas. Plots duiken op het einde van de gang een aantal bewakers op, maar ze kunnen zich op tijd verstoppen in een kleine ruimte. Die ruimte wordt afgesloten door een gietijzeren hek, waaraan het gebalsemde lichaam van kapitein Lothaire is bevestigd. Na een tijdje verlaten ze hun schuilplaats en bereiken ze de centrale ceremoniezaal.
Henri verklaart intussen op het politiebureau dat hij Trihn per ongeluk heeft gedood. Hij beweert dat hij hem te hardhandig heeft aangepakt en dat Trihn daardoor met zijn nek op de rand van zijn bureau is geknald. Daarna heeft hij het op een moord doen lijken, door een dolk uit eigen verzameling in zijn buik te steken. Henri wordt meegenomen en moet voor de onderzoeksrechter verschijnen. Tijdens zijn tocht naar de cel komt hij Nadine tegen, die hem uitscheldt voor een smerige leugenaar en bedrieger. Daarop zet Henri het op een lopen en springt hij uit het raam. Henri is op slag dood. Anne Renard komt, samen met een aantal politieagenten, aangelopen. Ze draaien hem om en zien dat er geen J op zijn rechterschouder staat. Henri was dus geen lid van de Broeders van Judas.
Ondertussen hebben Estelle en Olivier het schrijn met de gouden cilinder bereikt. Ze nemen hem voorzichtig mee, maar worden ontdekt. Ze lopen zo hard ze kunnen weg, terwijl de Broeders van Judas hen op de hielen zitten en de kogels rond hun hoofden vliegen. Estelle wordt plots geraakt in de rechterarm, maar kan zich nog net redden en samen met Olivier wegvluchten. Ze vluchten weg in een kleine zijkamer. Estelle houdt Olivier stevig vast en plots straalt de gouden cilinder een blauw licht uit. Omdat er opnieuw Broeders van Judas komen, moeten ze opnieuw vluchten, deze keer kunnen ze via de schacht naar buiten vluchten. Buiten lopen ze weg, maar plots komen er 2 gewapende bewakers op een quad.

### Aflevering 8
De quad achtervolgt hen, terwijl de Broeders van Judas blijven schieten. Plots duikt er nog een tweede quad op. Estelle en Olivier rennen voor hun leven. Ze lopen op de straat en kunnen nog net de politiewagen van Anne Renard ontwijken. De politie is hen de hele tijd gevolgd, want Renard had een zendertje op de motor van Olivier geplaatst.
Estelle en Olivier komen aan bij Mehdi. Ze hebben het nieuws van de dood van Gil vernomen van Anne Renard. Mehdi drinkt veel, maar hij wil de Broeders van Judas doen boeten voor hun daden. Estelle vertelt in het kort het verhaal van de Profetie en de Esperanza's, die al sinds mensenheugenis aan het zoeken zijn. Ze werden daarbij steeds geholpen door de Dienaars van Sara de Egyptische. Mehdi wil vanaf nu intensief trainen om een volwaardige Ridder van Sara te worden. Estelle toont hem de gouden cilinder, de Pijler van de Geopenbaarde Waarheid. Plots merkt ze dat hij kan worden opengemaakt. Er zitten 2 dobbelstenen in. Op de dobbelstenen staan cijfers en ook twee tekens: een ster (symbool voor Estelle, die haar naam daarvandaan heeft) en een griffioen (symbool voor Olivier). Olivier wil Estelle spreken, ze gaan naar de kelder. Daar vertelt hij haar dat de politie heeft ontdekt dat de grond van de Moulin de la Vièrge van haar vader is. Ze gaat naar hem toe in het ziekenhuis. Hij vertelt dat hij het inderdaad heeft gekocht, omdat hij wist dat de molen nog ontworpen en gebouwd werd door Nostradamus. Estelle zegt dat ze haar vader niet meer kan vertrouwen en ze loopt weg.
De Broeders van Judas vergaderen over de interventie van de politie en over Estelle. De prior van hen zegt dat Estelle moet worden gedood. Joyce wil dat echter verhinderen.
Op de begrafenis van Gil heerst een druilerige en ingetogen sfeer. Onder de aanwezigen is ook Doña Flores. Plots ziet Estelle haar moeder staan, in de schaduw van een boom. Ze gaat ernaartoe en wil haar wegjagen. Joyce laat zich niet zomaar wegjagen: ze waarschuwt dat er in haar buurt iemand is die haar gedachten en gevoelens kent, die wil haar doden. Onmiddellijk denkt Estelle aan Olivier.
Odette zit thuis te treuren aan een geïmproviseerd altaar, waarop kaarsen en enkele foto's van haar zoon Henri staan. Ze staat op en gaat in haar zetel zitten. Ze neemt de viool van Augustin, de grootvader van Sandra, en haalt ze uit de vioolkoffer. Ze wil deze viool aan Sandra schenken, opdat ze haar zou vergeven. Ineens ontdekt ze een dubbele bodem in de vioolkoffer. Daarin zitten allerlei krantenartikels en ook een foto. Ze schrikt van de foto, want daarop staat Nadine met een officier uit het nazi-leger, uit de jaren 30.
Estelle gaat met Nadine praten. Ze toont haar de foto, maar Nadine is niet onder de indruk. Ze zegt heel losjes dat ze ook lid is van de Broeders van Judas. Plots horen ze sirenes van de politie, die haar meenemen. Ze wordt opgepakt op verdenking van moord op Trihn en de ontvoering en vergiftiging van Julien. Ook Olivier is daar, maar Estelle wil niet meer met hem praten, wegens de waarschuwing van haar moeder.
Nadine is een demon. Ze ontsnapt op miraculeuze wijze uit de politiecombi en gaat naar het ziekenhuis. In het ziekenhuis kust ze Julien, die zijn ogen weer opent. Plots is Nadine weer weg.
Joyce komt bij Sandra thuis, ze wil Jean spreken. Sandra krijgt plots bericht dat Julien is ontwaakt. Ze gaan naar het ziekenhuis. Daar zien ze Julien, die weer kiplekker en helemaal normaal is. Hijzelf herinnert zich niets meer van het voorval. Jean wil weer met Estelle praten, maar plots belt Joyce haar. Ze lijkt erg in paniek en wil haar waarschuwen. Plots staat er iemand bij Joyce, die haar wil doden (we weten niet wie dat is: ofwel Nadine ofwel Doña Flores). Ze hangt op en Estelle haast zich als de bliksem naar haar moeder. Aangekomen, lijkt het al te laat. Muriel zit reeds bij haar te huilen. Heel even praat Joyce nog, maar dan is ze dood. Olivier komt er plots bij, hij kreeg een anoniem telefoontje. Estelle gelooft hem niet en denkt dat hij Joyce heeft vermoord. Estelle gaat samen met Muriel weg, naar Odette. Daar willen ze zich schuilhouden voor de Broeders van Judas.
Mehdi oefent met zijn vader in de kelder met het werpen van messen naar een doelwit. Het lukt niet echt, en zijn vader reikt hem een sabel aan. Daarmee kan hij beter overweg. Wat ze niet zien, is dat de waterspuwer alweer rode ogen heeft.
Sandra gaat weg bij Jean. Ze heeft toegezegd voor een tournee in Australië en ze wil daar met Julien blijven. Eerst gaan ze nog eens langs bij Odette. Julien gaat naar Nadine op haar schildersatelier. Hij vindt er niemand, maar neemt wel een portret van Nadine mee. Odette schenkt de viool van Augustin aan Sandra. Ze is enorm tevreden, maar Odette wil haar ook het huis schenken. Daarmee is de vete tussen hen opgelost.
Mehdi gaat 's avonds naar Olivier. Hij schaduwt haar als politieagent, maar Mehdi waarschuwt hem als hij haar ooit iets zou aandoen. De volgende dag praat Estelle met Doña Flores. Ze vraagt of zij haar wil helpen.
Olivier is neergeslagen door de Broeders van Judas en hij wordt naar hun hoofdkwartier gebracht. Daar wordt hij ondervraagd door een oude man, die blijkbaar erg teleurgesteld is in Royal. Ze laten hem voor dood achter in een bos.
Estelle probeert ondertussen de dobbelstenen uit. Mehdi is bij haar en hij moet ook met de dobbelstenen gooien. Ze komen tot de merkwaardige vaststelling dat de dobbelstenen steeds dezelfde combinatie aangeven: 255667. Plots belt Elsa, omdat ze in de nesten zit. Er is een inbreker bij haar. Ze gaan er snel naartoe. Estelle blijft buiten, terwijl Mehdi binnen gaat kijken. Ze hoort plots schoten, Estelle wil naar binnen, maar Elsa verbiedt het haar. Mehdi, die binnen is, ziet de inbreker die schiet met een revolver. Plots komt een andere man binnen, die Estelle en Elsa gijzelt. Mehdi geeft zich over, maar op het moment dat hij rechtstaat, gooit hij zijn dolk in de buik van de gijzelnemer. Estelle maakt van het onbewaakte moment gebruik om de andere gijzelnemer, Bruno, een stamp in zijn buik te geven. Bruno komt echter weer bij en neemt een zwaard. Hij vecht met Mehdi, maar deze kan een zwaard in zijn buik steken. Estelle belt de politie. Mehdi wordt ondervraagd, maar wordt weer vrijgelaten, omdat het wettige zelfverdediging was. Plots krijgt Anne Renard weer telefoon, dit keer van het ziekenhuis. Estelle gaat ernaartoe. Daar treft ze Olivier aan, die zwaargewond maar in orde is. Vanaf dat ogenblik wil Estelle Olivier niet meer kwijt.
Mehdi oefent met zijn sabel in de kelder. Hij kapt het hoofd van de waterspuwer af. Plots stroomt een straal bloed uit die waterspuwer, samen met een tweede gouden cilinder. Mehdi geeft deze tweede Pijler aan Estelle en Olivier, die hem bedanken. Estelle opent de koker en er zit een perkament in. Daarop staan een vrouw met een ster (= Estelle) en een man met een griffioen (= Olivier). Er staat ook een fontein op, die Estelle kent. Ze weet waar de Profetie verborgen ligt.
Aangekomen bij de fontein in het Pausenpaleis, duikt plots Doña Flores op. Ze draagt een groen gewaad van de Broeders van Judas. Plots duikt ook naast haar Jean op. Hij is hevig gewond en bloedt erg. Olivier loopt ernaartoe en helpt hem. Doña Flores beveelt Estelle om de Profetie te openbaren. Op de fontein staan cijfers van 1 tot 12 in Romeinse cijfers, in een cirkel. Het is een soort zonnewijzer. Plots beseft ze hoe het in elkaar zit: ze moet de code van de dobbelstenen indrukken (255667). Dat doet ze en wanneer ze net de 7 heeft ingedrukt, schiet een zuil van licht uit de fontein. Deze lichtzuil bevat beelden van het verleden. Plots wil Olivier Doña Flores neerschieten, maar Flores kan ook een kogel afschieten. Op dat ogenblik wordt Estelle opgezogen door de lichtzuil en komt ze in een tuin terecht. Daar ziet ze haar grootvader en het meisje in het rood. Louis zegt dat dat meisje Louise is, de dochter van Estelle en Olivier. Ze is de laatste profeet. Estelle weet dus dat Olivier blijft leven. Maar haar grootvader knikt van nee. Daarop vraagt Estelle of ze zwanger is. Ineens staat ze weer in het Pausenpaleis en ziet ze hoe Doña Flores de kogel wil afschieten. Ze springt voor Olivier en raakt zelf in coma. Doña Flores wordt achteraf doodgeschoten door Olivier.
Een jaar later is Olivier bij zijn dochter Louise in het ziekenhuis. Estelle is nu reeds een jaar hersendood, maar ze leeft nog. Tijdens haar comateuze toestand is ze toch in staat geweest om een kind ter wereld te brengen. Olivier en Louise gaan naar Estelle. Olivier praat tegen haar en legt Louise op haar buik. Plots opent Estelle de ogen. Het elektrocardiogram geeft weer een normale hartslag aan: Estelle is weer wakker.
Zes jaar later zien we Olivier met Estelle in een bloemenweide, terwijl Louise klaprozen aan het plukken is. Hier beseft Estelle dat haar kind de Profetie is, de toekomst.

## Achtergrondinformatie

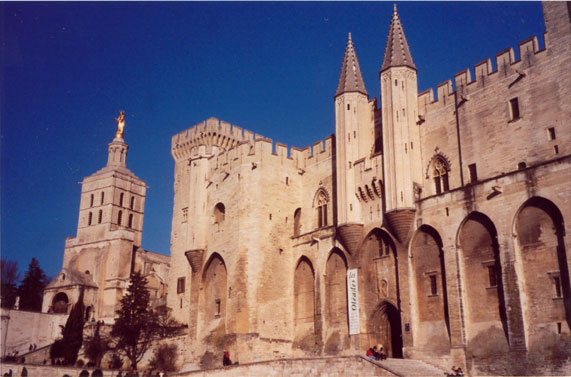
Het Pausenpaleis in Avignon.

### Het Pausenpaleis
Deze serie speelde zich voornamelijk af in de buurt van het Pausenpaleis te Avignon. Deze grote en majestueuze godsburcht, gebouwd tussen 1335 en 1352, deed dienst als verblijfplaats voor 9 pausen in de periode 1309 – 1376 en vormde het feeërieke decor voor de televisieserie. Er werden verscheidene plaatsen gebruikt om scènes te draaien, waaronder de binnenplaats (aflevering 1), de buitenmuur, waar de Heilige Rozet wordt ontdekt (aflevering 1), de tentoonstellingsruimte (aflevering 2), het dak (verschillende afleveringen), de bibliotheek (aflevering 5 en 6) en de Camera Reale (aflevering 6 en 7). Sommige plaatsen werden ook nagebouwd in een studio (zoals de wand met de Heilige Rozet en de Camera Reale), maar over het algemeen werd er gedraaid in het echte Pausenpaleis.

### Het klooster Grande Chartreuse

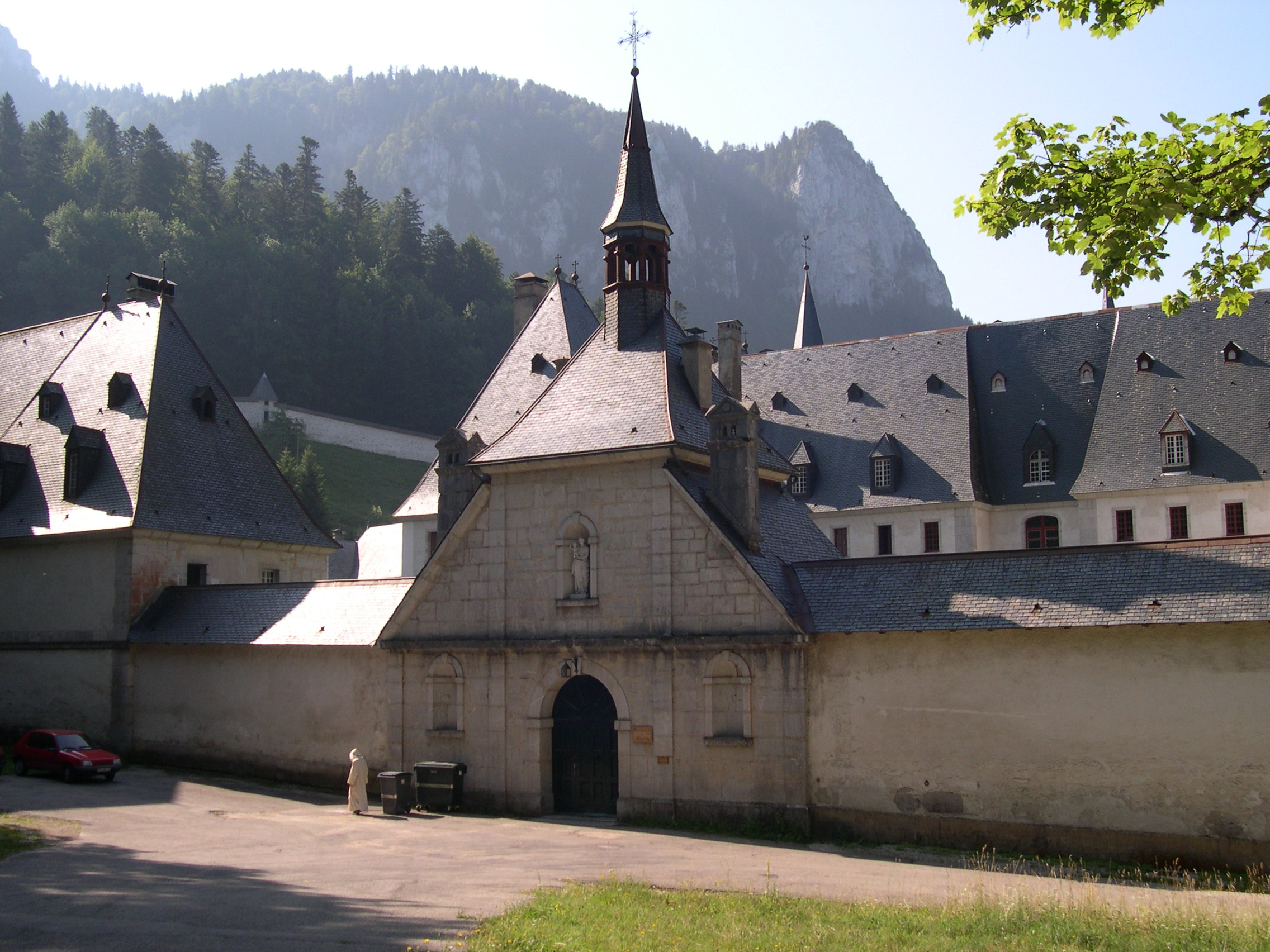
De ingang van het klooster Grande Chartreuse.

Dit klooster wordt bezocht in de 5de aflevering. Grande Chartreuse is een echt bestaand kartuizerklooster en bestaat sinds de 13e eeuw. Het bevindt zich in dezelfde streek als Avignon, namelijk in het Massif de la Chartreuse. Estelle ontdekt het klooster op een oude gravure uit de 14e eeuw, waar ze zoeken naar de pauselijke troon. Deze werd echter bij de renovatie van het klooster weggehaald en naar het Pausenpaleis gebracht.

### De Broeders van Judas
In dit verhaal staat een geheim genootschap centraal: de Broeders van Judas (Frans: Les Frères de Judas). Deze geheime orde bestaat uit 23 leden, die onder het gezag staan van een oppermeester, de Grootkanselier. Niemand van de orde kent echter deze kanselier, maar toch komt ze veel voor in het verhaal: Doña Flores. Dit geheim genootschap is sinds 7 eeuwen (om precies te zijn sedert 1325) op zoek naar de Profetie, om de macht over de wereld te bekomen. Het kenmerkt zich door een gotische letter J.
De Broeders van Judas hebben vertakkingen over de hele wereld en grote organisaties, zoals de International Liberty Bank van Londen en Hongkong, zorgen voor informatie. Ze geven ook opdracht tot het vermoorden van allerlei personen, die voor het genootschap één of andere bedreiging vormen.
De Broeders van Judas hebben allemaal een gebrandmerkte gotische J op de rechterschouder. Ze hebben hun schuilplaats in een Amerikaanse basis uit de Tweede Wereldoorlog, onder de ruïnes van de Moulin de la Vièrge. Deze molen werd ooit gebouwd door Nostradamus. De grond van deze ruïnes is eigendom van Jean.
Olivier Royal laat zich, om te infiltreren in dit genootschap, ook brandmerken en hij krijgt het nummer 23. Hij treedt in nadat een ander lid zelfmoord had gepleegd in de tweede aflevering. Hij wordt echter ontmaskerd, en vanaf dat ogenblik laten ze hem geen moment met rust. Om mensen uit de weg te ruimen, gaan ze niet over lijken. Er worden gedurende de serie verschillende mensen gedood door de Broeders van Judas: de grootvader van Estelle, David Périsse, inspecteur Trihn, inspecteur Blandeau, Gil, professor Daniel Brac, kapitein Guillaume Lothaire (die ook onderzoek deed naar hen) en uiteindelijk ook de moeder van Estelle: Joyce. Hun moorden zijn steeds typisch: de persoon wordt vermoord door een J-vormige dolk in de buik. Enkel Joyce werd op een andere manier vermoord, haar buik werd opengesneden.
De Broeders van Judas wilden via de familie Esperanza aan informatie over de Profetie komen. Daarom trouwden verschillende leden met leden van de familie Esperanza (of ze hadden een relatie), onder wie Joyce met Jean en Nadine met Henri en Julien. Zo heeft ook Estelle een J op haar schouder staan, ooit aangebracht door haar moeder, toen ze nog klein was.

## Personages

### Hoofdpersonages
- Estelle Esperanza (Louise Monot): de 28-jarige conservatrice van het Pausenpaleis in Avignon en volgens haar grootvader (Louis Esperanza) voorbestemd om de Profetie te vinden.
- Louis Esperanza (François Perrot): grootvader van Estelle en oud-bewaker van het Pausenpaleis. Hij is ervan overtuigd dat Estelle de uitverkorene is om de Profetie te vinden.
- Olivier Royal (Guillaume Cramoisan): de 32-jarige archeoloog en opzichter bij de opgravingen. Hij helpt Estelle bij haar zoektocht.
- Jean Esperanza (François Dunoyer): vader van Estelle en chirurg. Hij ligt in conflict met Louis en hij is hertrouwd met Sandra Esperanza.
- Julien Esperanza (Gonzague Montuel): halfbroer van Estelle en zoon van Sandra. Hij is verloofd met Nadine Esperanza.
- Odette Esperanza (Claude Gensac): zus van Louis. Tijdens de Tweede Wereldoorlog heeft ze gezorgd voor joodse kinderen, onder wie de ouders van Sandra.
- Henri Esperanza (Jean-Marie Winling): oom en peter van Estelle en Julien. Het is een nogal duister personage en verzamelt esoterische voorwerpen.
- David Périsse (Bruno Madinier): archeoloog en gezaghebber van de site in het Pausenpaleis. Hij was de professor van Estelle op de universiteit en haar minnaar.
- Anne Renard (Annie Grégorio): politiecommissaris die nogal cynisch overkomt. Ze is belast met het moordonderzoek van de mysterieuze moorden.
- Trihn (Frédéric Aklan): de trouwe rechterhand van Anne Renard. Hij wordt in de 6de aflevering vermoord door de Broeders van Judas.
- Elsa Monnier (Emmanuelle Boidron): restauratrice van oude voorwerpen en de beste vriendin van Estelle.
- Mehdi Garbaoui (Salem Kali): samen met Gil een van de twee uitbaters van het café La Mule du Pape vlak bij het Pausenpaleis. Hij is homoseksueel en een goede vriend van Estelle.
- Gil Guidicelli (Serge Gisquière): samen met Mehdi een van de twee uitbaters van het café La Mule du Pape vlak bij het Pausenpaleis. Hij is homoseksueel en een goede vriend van Estelle.
- Doña Flores (Marthe Keller): beste vriendin van Louis en zeer verbonden met de familie Esperanza. Ze is lid van verschillende Europese geheime diensten en dient als 'levend orakel' voor Estelle. Ze is tevens de Grootkanselier van het geheime en duistere genootschap Broeders van Judas.

### Stamboom van de familie Esperanza
|                   |                   |                   |                   |                   |                   |                 |                 |                  |                  |                  |                  |                  |                  |                  |                  |                  |                  |  |  |  |  |  |  |  |  |  |  |  |  |
|                   |                   |                   |                   |                   |                   |                 |                 |                  |                  |                  |                  |                  |                  |                  |                  |                  |                  |  |  |  |  |  |  |  |  |  |  |  |  |
|                   |                   |                   |                   | Louis Esperanza   | Louis Esperanza   | Louis Esperanza | Louis Esperanza | Louis Esperanza  | Louis Esperanza  |                  |                  | Odette Esperanza | Odette Esperanza | Odette Esperanza | Odette Esperanza | Odette Esperanza | Odette Esperanza |  |  |  |  |  |  |  |  |  |  |  |  |
|                   |                   |                   |                   | Louis Esperanza   | Louis Esperanza   | Louis Esperanza | Louis Esperanza | Louis Esperanza  | Louis Esperanza  |                  |                  | Odette Esperanza | Odette Esperanza | Odette Esperanza | Odette Esperanza | Odette Esperanza | Odette Esperanza |  |  |  |  |  |  |  |  |  |  |  |  |
|                   |                   |                   |                   | Jean Esperanza    | Jean Esperanza    | Jean Esperanza  | Jean Esperanza  | Jean Esperanza   | Jean Esperanza   |                  |                  | Henri Esperanza  | Henri Esperanza  | Henri Esperanza  | Henri Esperanza  | Henri Esperanza  | Henri Esperanza  |  |  |  |  |  |  |  |  |  |  |  |  |
|                   |                   |                   |                   | Jean Esperanza    | Jean Esperanza    | Jean Esperanza  | Jean Esperanza  | Jean Esperanza   | Jean Esperanza   |                  |                  | Henri Esperanza  | Henri Esperanza  | Henri Esperanza  | Henri Esperanza  | Henri Esperanza  | Henri Esperanza  |  |  |  |  |  |  |  |  |  |  |  |  |
|                   |                   |                   |                   |                   |                   |                 |                 |                  |                  |                  |                  |                  |                  |                  |                  |                  |                  |  |  |  |  |  |  |  |  |  |  |  |  |
| Estelle Esperanza | Estelle Esperanza | Estelle Esperanza | Estelle Esperanza | Estelle Esperanza | Estelle Esperanza |                 |                 | Julien Esperanza | Julien Esperanza | Julien Esperanza | Julien Esperanza | Julien Esperanza | Julien Esperanza |                  |                  |                  |                  |  |  |  |  |  |  |  |  |  |  |  |  |

### Rolverdeling
Hieronder staan de belangrijkste personages en acteurs die meespeelden in de serie. De selectie werd verzorgd door Paula Chevallet.
| Acteur                                 | Personage              |
| -------------------------------------- | ---------------------- |
| Estelle Esperanza                      | Louise Monot           |
| Olivier Royal                          | Guillaume Cramoisan    |
| Henri Esperanza                        | Jean-Marie Winling     |
| Doña Flores                            | Marthe Keller          |
| Jean Esperanza                         | François Dunoyer       |
| David Perisse                          | Bruno Madinier         |
| Louis Esperanza                        | François Perrot        |
| Nadine Esperanza                       | Élise Tielrooy         |
| Odette Esperanza                       | Claude Gensac          |
| Sandra Esperanza                       | Valeria Cavalli        |
| Julien Esperanza                       | Gonzague Montuel       |
| Gil                                    | Serge Gisquière        |
| Mehdi                                  | Salem Kali             |
| Joyce Esperanza / Carla di Montefeltro | Isabelle Tanakil       |
| Commissaris Anne Renard                | Annie Grégorio         |
| Elsa                                   | Emmanuelle Boidron     |
| Inspecteur Trihn                       | Frédéric Aklan         |
| Inspecteur Blandeau                    | David Marchal          |
| Daniel Brac                            | François Aramburu      |
| Dany Royal                             | Sophie Barjac          |
| Michel Royal                           | Jacques Germain        |
| Sylvain Epstein                        | Olivier Brunhes        |
| Lucien                                 | Jean-Baptiste Chaudoul |
| Jacques Aubagnac                       | Jean-Yves Gautier      |
| Bruno                                  | Nicolas Herman         |
| Muriel                                 | Pauline Le Jannou      |
| Angel                                  | Christophe Weyer       |
| Estelle (als kind)                     | Laura Parrel           |
| Klein meisje in het rood (Louise)      | Constance Perucca      |

## Reactie van David Delrieux
Volgens David Delrieux, de regisseur van Het mysterie van Avignon, speelt deze reeks met verschillende registers: het vreemde en het mysterieuze enerzijds, en humor en ontspanning anderzijds. Om die combinatie op een geloofwaardige manier te brengen, heb je personages nodig die stevig geworteld zijn in realiteit van het leven. “Als je kijkt naar Estelle: in het begin van de reeks voelt zij zich helemaal niet ‘geroepen’ of ‘voorbestemd’. Ze zal slechts stukje per stukje ontdekken dat zij eigenlijk de rode draad is van de Voorspelling. Ze is kwetsbaar en fragiel, maar tegelijk ook een echte vechter. Louise Monot slaagt er wonderwel in om al die emoties neer te zetten.”
Ook stilistisch volgt de serie die lijn: “Om de mysterieuze en magische intrige van het verhaal te evoceren zonder in het ridicule te vervallen, hebben we gekozen voor soberheid: een silhouet, de wind in een gordijn. Was het er of was het er niet. De twijfel. We hebben ook veel met licht en kleur gespeeld. Vooral in de interieurscènes hebben we op een bijzondere, een beetje ‘expressionistische’ manier gekadreerd. Zo is Het mysterie van Avignon een heel gestileerde reeks geworden.”
Delrieux was ook heel enthousiast over de kans die zijn team heeft gekregen om in het Pausenpaleis van Avignon te filmen: “Dat was een uitzonderlijke opportuniteit. Ik heb het Paleis dan ook op een genereuze manier in beeld kunnen brengen en volop gebruikgemaakt van de majestueuze dimensies van het gebouw. Het Paleis is eigenlijk het echte hoofdpersonage van de serie.”

## Uitzenddata
- Aflevering 1
  - Zwitserland: 8 augustus 2007
  - Frankrijk: 28 augustus 2007
  - België: 15 maart 2008
- Aflevering 2
  - Zwitserland: 15 augustus 2007
  - Frankrijk: 4 september 2007
  - België: 22 maart 2008
- Aflevering 3
  - Zwitserland: 22 augustus 2007
  - Frankrijk: 11 september 2007
  - België: 29 maart 2008
- Aflevering 4
  - Zwitserland: 29 augustus 2007
  - Frankrijk: 18 september 2007
  - België: 5 april 2008
- Aflevering 5
  - Zwitserland: 5 september 2007
  - Frankrijk: 25 september 2007
  - België: 12 april 2008
- Aflevering 6
  - Zwitserland: 12 september 2007
  - Frankrijk: 2 oktober 2007
  - België: 19 april 2008
- Aflevering 7
  - Zwitserland: 19 september 2007
  - Frankrijk: 9 oktober 2007
  - België: 26 april 2008
- Aflevering 8
  - Zwitserland: 26 september 2007
  - Frankrijk: 16 oktober 2007
  - België: 3 mei 2008

## Filmlocaties
De serie werd voornamelijk opgenomen in de Vaucluse, waar Avignon ligt. Er werd gedraaid in het Pausenpaleis, op de Universiteit van Avignon, in Pernes-les-Fontaines en in Saint-Pantaléon.

## Dvd-box
In 2007 verscheen een dvd-box met de acht afleveringen van Het mysterie van Avignon. De box bevat drie dvd-schijfjes in een luxehoes.